# Bombardement à fragmentation de Mykolaïv
Le 13 mars 2022, les Forces armées russes ont perpétré un bombardement avec arme à sous-munitions  à Mykolaïv, lors de l'invasion russe de l'Ukraine. Neuf civils faisant la queue dans la rue devant un distributeur de billets ont été tués dans l'attaque. Les explosions ont également endommagé des maisons et des bâtiments civils. Human Rights Watch a analysé l'incident et a constaté que les forces russes avaient utilisé des armes à sous-munitions Smerch et Uragan dans les zones densément peuplées. En raison de leur nature intrinsèquement aveugle, Human Rights Watch a décrit leur utilisation à Mykolaïv comme un possible crime de guerre russe.